# Hippomedon columbianus
Hippomedon columbianus är en kräftdjursart som beskrevs av Jarrett och Edward Lloyd Bousfield 1982. Hippomedon columbianus ingår i släktet Hippomedon och familjen Lysianassidae. Inga underarter finns listade i Catalogue of Life.